# Przemysław Świercz
Przemysław Świercz (ur. 25 kwietnia 1980) – polski ampfutbolista, kapitan Reprezentacji Polski w AMP futbolu w latach 2012–2023, zawodnik Husarii Kraków, trener biznesu, instruktor wielu dyscyplin sportowych dzieci, młodzieży i dorosłych. Ostrołęczanin, ukończył II Liceum Ogólnokształcące im. Cypriana Kamila Norwida w Ostrołęce. Absolwent AWF w Warszawie.

## Sukcesy sportowe w reprezentacji Polski w AMP Futbolu[2]
Sześciokrotny Mistrz Polski w AMP Futlbolu
Zdobywca Pucharu Ligi Mistrzów.
- 2014 – 4 miejsce w Mistrzostwach Świata
- 2017 – brązowy Medal Mistrzostwa Europy
- 2018 – 7 miejsce na Mistrzostwach Świata
- 2021 – 3 miejsce podczas Mistrzostw Europy

## Odznaczenia
- 2022 – odznaczony przez Prezydenta Rzeczypospolitej Polskiej Srebrnym Krzyżem za zasługi dla rozwoju i upowszechniania sportu osób niepełnosprawnych, za osiągnięcia sportowe[3].
- 2022 – odznaczony „Za zasługi dla Miasta Ostrołęki”[4]